# Buôn lậu người

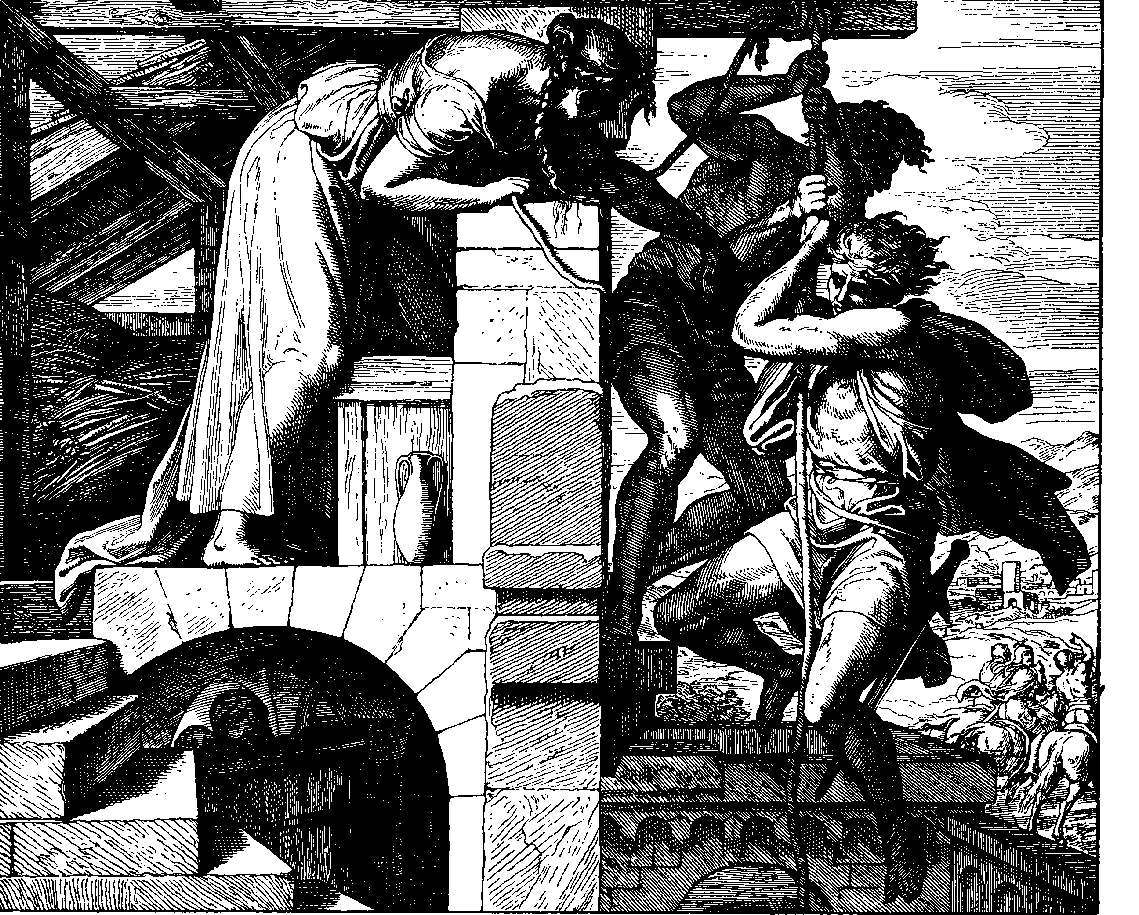
Rahab là một kẻ chuyển người lậu trong bản khắc gỗ năm 1860 này của Julius Schnorr von Karolsfeld

Chuyển người lậu, đưa người lậu, buôn lậu người (còn gọi là đưa người bất hợp pháp), theo luật pháp Hoa Kỳ, là "việc tạo thuận lợi, vận chuyển,hay cố gắng vận chuyển hoặc nhập cảnh bất hợp pháp của một người hoặc nhiều người qua biên giới quốc tế, vi phạm luật pháp của một hoặc nhiều quốc gia, một cách trắng trợn hoặc thông qua sự lừa dối, chẳng hạn như việc sử dụng các tài liệu gian lận ".
Trên bình diện quốc tế, thuật ngữ này được hiểu và thường được sử dụng thay thế cho việc chuyển người di cư lậu, được định nghĩa trong Nghị định thư chống buôn lậu người di cư bằng đường bộ, đường biển và đường hàng không, bổ sung cho Công ước Liên hợp quốc về chống tội phạm có tổ chức xuyên quốc gia là "... mua sắm, để có được, trực tiếp hoặc gián tiếp, một lợi ích tài chính hoặc vật chất khác, về sự xâm nhập bất hợp pháp của một người vào một đảng của nhà nước mà người đó không phải là một quốc gia".
Hành vi của việc chuyển người lậu đã chứng kiến sự gia tăng trong vài thập kỷ qua và ngày nay chiếm một phần đáng kể trong nhập cư bất thường ở các nước trên thế giới. Việc chuyển người lậu thường diễn ra với sự đồng ý của những người bị chuyển lậu, và những lý do phổ biến cho các cá nhân tìm cách di chuyển lậu bao gồm cơ hội việc làm và kinh tế, cải thiện cá nhân và/hoặc gia đình, và thoát khỏi sự khủng bố, bạo lực hoặc xung đột.
Năm 2015, cuộc nội chiến đang diễn ra ở Syria đã dẫn đến sự dịch chuyển lớn và phụ thuộc vào những người buôn lậu để hỗ trợ người dân tìm kiếm nơi trú ẩn ở châu Âu. Điều này cũng đã dẫn đến các phong trào chưa từng có - và hàng loạt cái chết - trên khắp Địa Trung Hải. Theo thống kê của UNHCR, đã có gần một triệu lượt người đến bằng đường biển ở châu Âu vào năm 2015 và hơn 2900 người di cư đã chết hoặc mất tích. Theo Dự án Di dân mất tích của IOM, đã có hơn 3800 người chết trong khi di cư trên khắp thế giới vào năm 2015.
Không giống như buôn người, đưa người lậu được đặc trưng bởi sự đồng ý giữa khách hàng và người thực hiện đưa người lậu - một thỏa thuận hợp đồng thường chấm dứt khi đến địa điểm đích. Tuy nhiên, trong thực tế, tình huống đưa người có thể rơi vào tình huống có thể được mô tả tốt nhất là vi phạm nhân quyền cực độ, với những người muốn được chuyển lậu đã bị đe dọa, lạm dụng, khai thác và tra tấn, và thậm chí tử vong dưới tay những kẻ đưa người. Những người liên quan đến hoạt động đưa người lậu cũng có thể là nạn nhân của nạn buôn người, ví dụ như khi họ bị lừa về các điều khoản và điều kiện về vai trò của họ cho mục đích khai thác sức lao động của họ trong hoạt động đưa người lậu.